# Velenzo Bromzo
Velenzo is een historisch Nederlands merk van bromfietsen.
Het bedrijf van Max Velleman was gevestigd aan de Prins Hendrikkade in Amsterdam. De naam is dan ook samengesteld uit Velleman en zoon. Het was een rijwielfabriek, maar men produceerde in de jaren vijftig de "Velenzo Bromzo" bromfietsen met een Franse Myster inbouwmotor. Deze werden ook verkocht als Hoenson Super de Luxe. De Velenzo Bromzo was een - ook voor die tijd - tamelijk eenvoudige bromfiets met een centraal afgeveerde voorvork zonder demping en zonder achtervering. Het hoofdframe bestond uit een centrale buis die vanaf het balhoofd naar de trapperas liep en een klein subframe waarop de benzinetank was gemonteerd. Achter de buis die van het zadel naar beneden liep zat een bandenpompje.